# Togba (Mauritanie)
Togba était une ville du centre-sud de la Mauritanie.

## Histoire
Togba et ses ruines ont été découvertes lors de fouilles archéologiques cherchant le site d'Aoudaghost, qui se trouve à proximité.